# 시로구미
시로구미(Shirogumi Inc., 일본어: 株式会社白組, Hepburn: Kabushiki-gaisha Shirogumi)는 일본동화협회의 회원으로서 애니메이션 시리즈와 장편 영화 제작을 중심으로 하면서 시각 효과를 제작 및 조정하는 일을 하는 기업이다.

## 역사
1973년 시마무라 타츠오가 타츠오 스튜디오를 설립했다. 사업을 확장하기 위해 스튜디오는 해체되었고 오늘날 알려진 회사를 설립했다.
컴퓨터 그래픽과 VFX 기술을 보유하고 있어 쥬브나일 (2000년 영화), 리터너 등 오리지널 실사영화를 많이 제작했다. 2007년에 첫 번째 애니메이션 작품 모야시몬를 만들었다.
도쿄 미나토의 아오야마에 있는 본사 외에도 도쿄 조후에 계열 스튜디오가 있다. 도쿄에도 다양한 계열 스튜디오가 있다.
인재육성을 위해 주식회사 휴먼홀딩스와 협력하여 2004년 신주쿠 다카다노바바에 시로구미휴먼스튜디오(白組휴만스타지오)를 설립했다.

## 작품

### 텔레비전
- 모야시몬
- 서양골동양과자점
- 에토타마
- 아이돌마스터 밀리언 라이브!

### 영화
- 프렌즈: 몬스터 섬의 비밀
- 도라에몽: 스탠바이미
- 드래곤 퀘스트: 유어 스토리
- 도라에몽: 스탠바이미 2
- 극장판 도라에몽: 진구의 우주소전쟁 리틀스타워즈 2021
- 짱구는 못말려

### ONA
- 에토타마